# Valliquerville
Valliquerville est une commune française située dans le département de la Seine-Maritime, en région Normandie.

## Géographie

### Localisation
Commune du pays de Caux.

### Communes limitrophes
| Écretteville-lès-Baons | Hautot-le-Vatois | Baons-le-Comte |
|                        | Valliquerville   | Yvetot         |
| Allouville-Bellefosse  | Bois-Himont      | Auzebosc       |

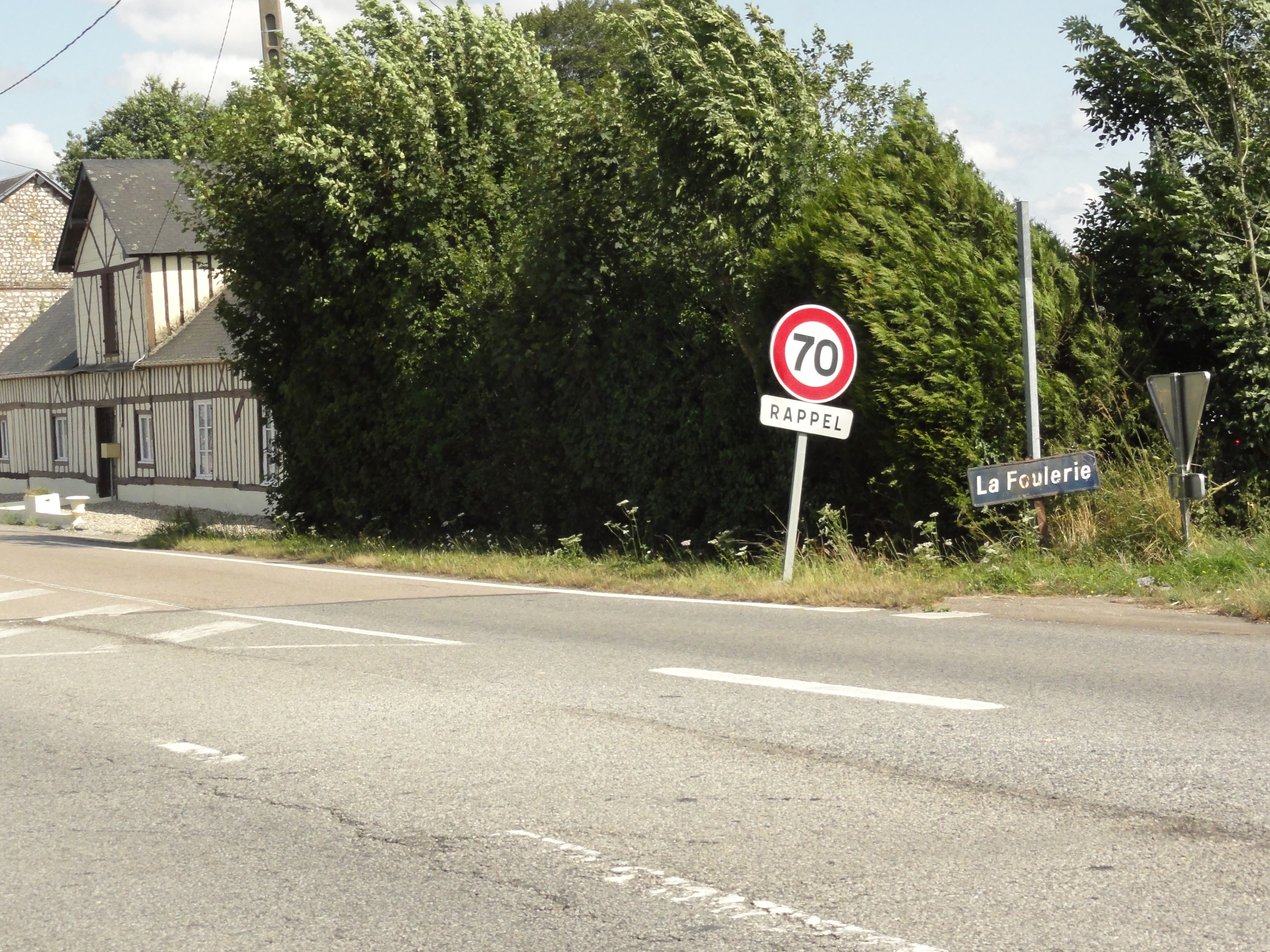
Entrée de La Foulerie.
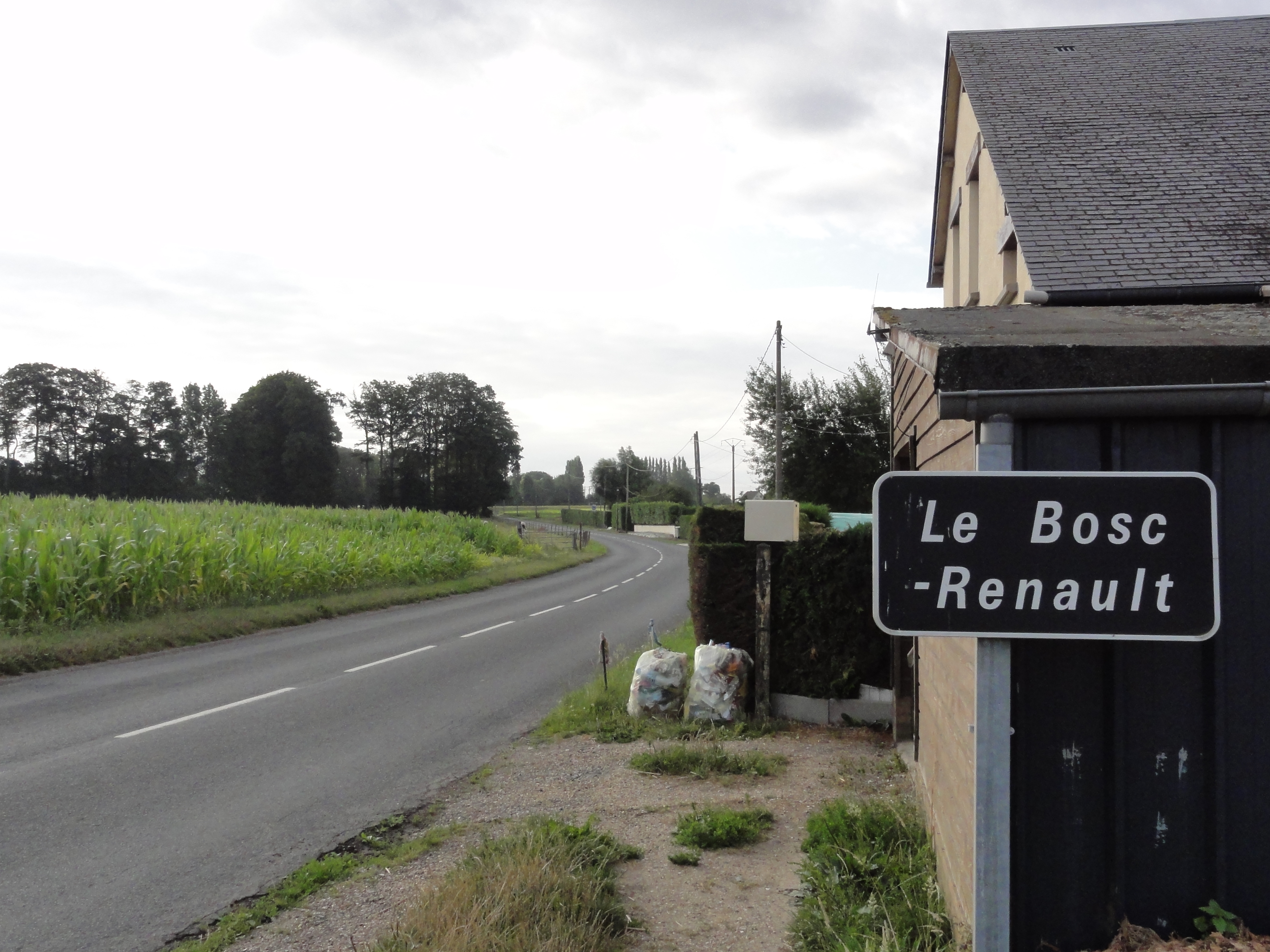
Entrée du Bosc-Renault.
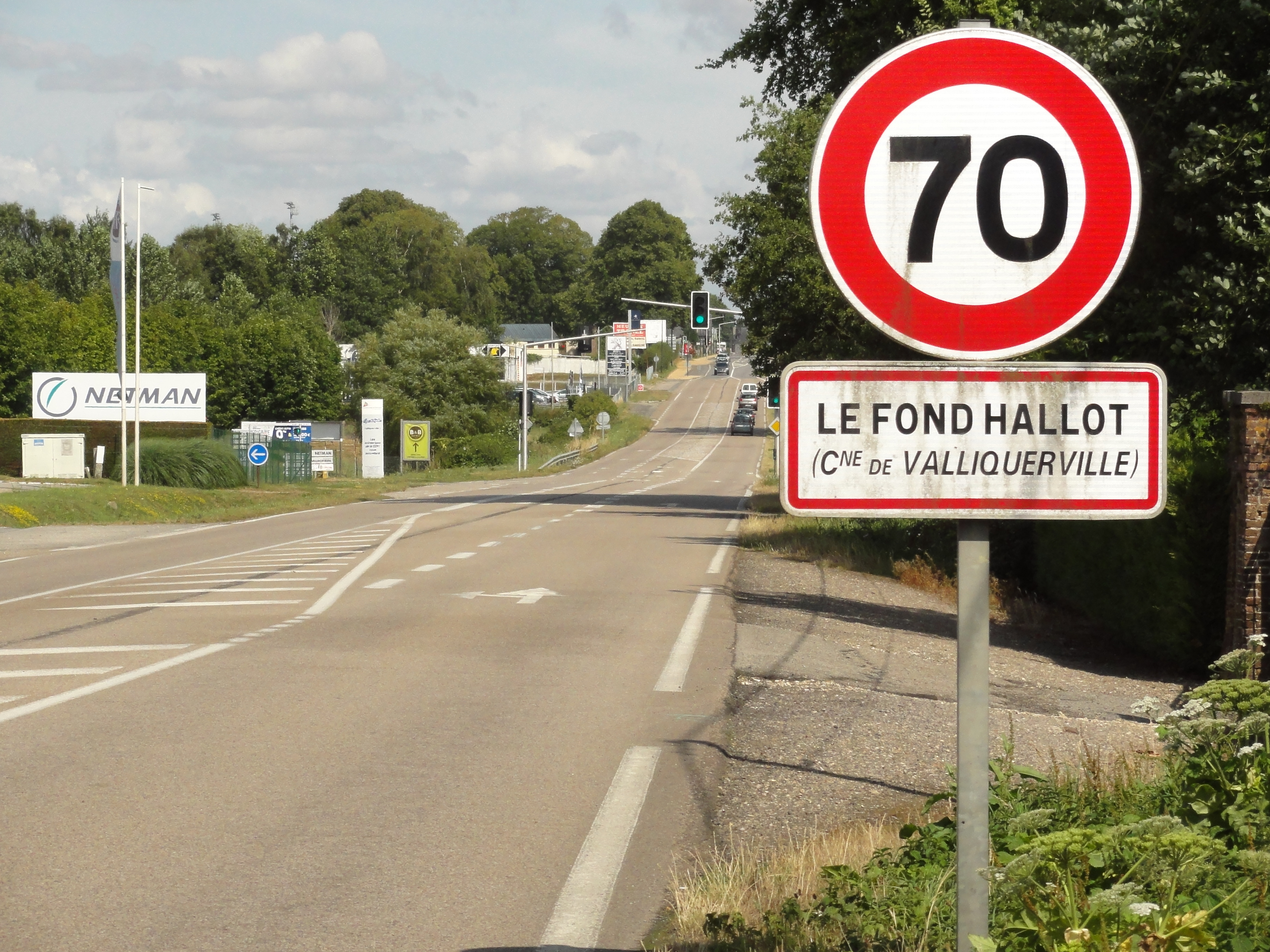
Entrée du Fond Hallot.
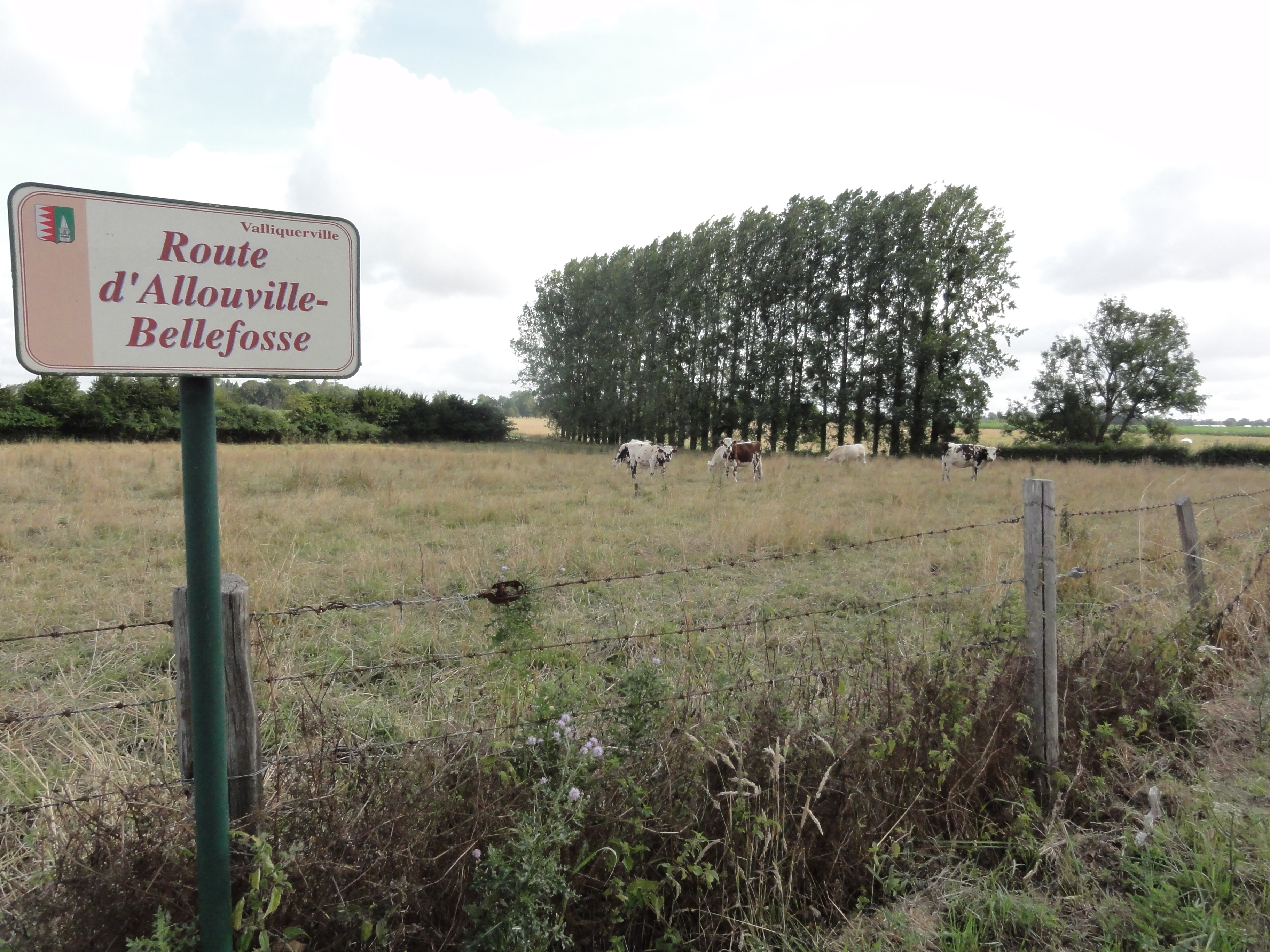
Paysage, route d'Allouville-Bellefosse.

### Hydrographie
La commune est située dans le bassin Seine-Normandie. Elle n'est drainée par aucun cours d'eau,.

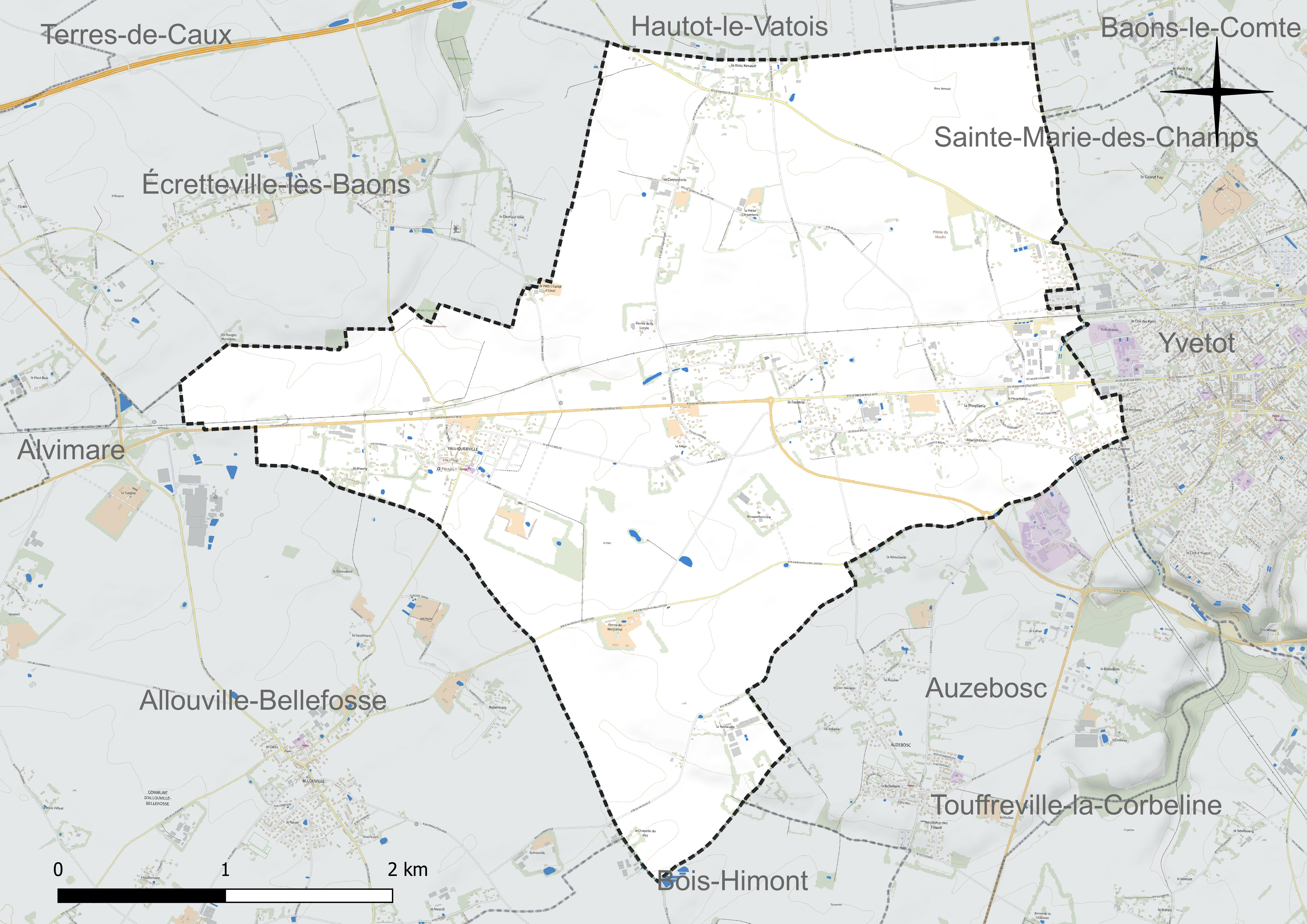
Réseau hydrographique de Valliquerville.

### Climat
Pour des articles plus généraux, voir Climat de la Normandie et Climat de la Seine-Maritime.
En 2010, le climat de la commune est de type climat océanique franc, selon une étude du CNRS s'appuyant sur une série de données couvrant la période 1971-2000. En 2020, Météo-France publie une typologie des climats de la France métropolitaine dans laquelle la commune est exposée à un climat océanique et est dans la région climatique Côtes de la Manche orientale, caractérisée par un faible ensoleillement (1 550 h/an) ; forte humidité de l’air (plus de 20 h/jour avec humidité relative > 80 % en hiver), vents forts fréquents. Parallèlement le GIEC normand, un groupe régional d’experts sur le climat, différencie quant à lui, dans une étude de 2020, trois grands types de climats pour la région Normandie, nuancés à une échelle plus fine par les facteurs géographiques locaux. La commune est, selon ce zonage, exposée à un « climat maritime », correspondant au Pays de Caux, frais, humide et pluvieux, légèrement plus frais que dans le Cotentin.
Pour la période 1971-2000, la température annuelle moyenne est de 10,3 °C, avec une amplitude thermique annuelle de 13,3 °C. Le cumul annuel moyen de précipitations est de 957 mm, avec 13,2 jours de précipitations en janvier et 9,1 jours en juillet. Pour la période 1991-2020, la température moyenne annuelle observée sur la station météorologique la plus proche, située sur la commune d'Ectot-lès-Baons à 9 km à vol d'oiseau, est de 10,8 °C et le cumul annuel moyen de précipitations est de 905,5 mm,. Pour l'avenir, les paramètres climatiques de la commune estimés pour 2050 selon différents scénarios d’émission de gaz à effet de serre sont consultables sur un site dédié publié par Météo-France en novembre 2022.

## Urbanisme

### Typologie
Au 1er janvier 2024, Valliquerville est catégorisée commune rurale à habitat dispersé, selon la nouvelle grille communale de densité à sept niveaux définie par l'Insee en 2022.
Elle appartient à l'unité urbaine d'Yvetot, une agglomération intra-départementale regroupant quatre  communes, dont elle est une commune de la banlieue,,. Par ailleurs la commune fait partie de l'aire d'attraction d'Yvetot, dont elle est une commune de la couronne,. Cette aire, qui regroupe 15 communes, est catégorisée dans les aires de moins de 50 000 habitants,.

### Occupation des sols
L'occupation des sols de la commune, telle qu'elle ressort de la base de données européenne d’occupation biophysique des sols Corine Land Cover (CLC), est marquée par l'importance des territoires agricoles (90,9 % en 2018), en diminution par rapport à 1990 (92,2 %). La répartition détaillée en 2018 est la suivante : 
terres arables (69,4 %), prairies (19,4 %), zones urbanisées (9,1 %), zones agricoles hétérogènes (2,2 %). L'évolution de l’occupation des sols de la commune et de ses infrastructures peut être observée sur les différentes représentations cartographiques du territoire : la carte de Cassini (XVIIIe siècle), la carte d'état-major (1820-1866) et les cartes ou photos aériennes de l'IGN pour la période actuelle (1950 à aujourd'hui).

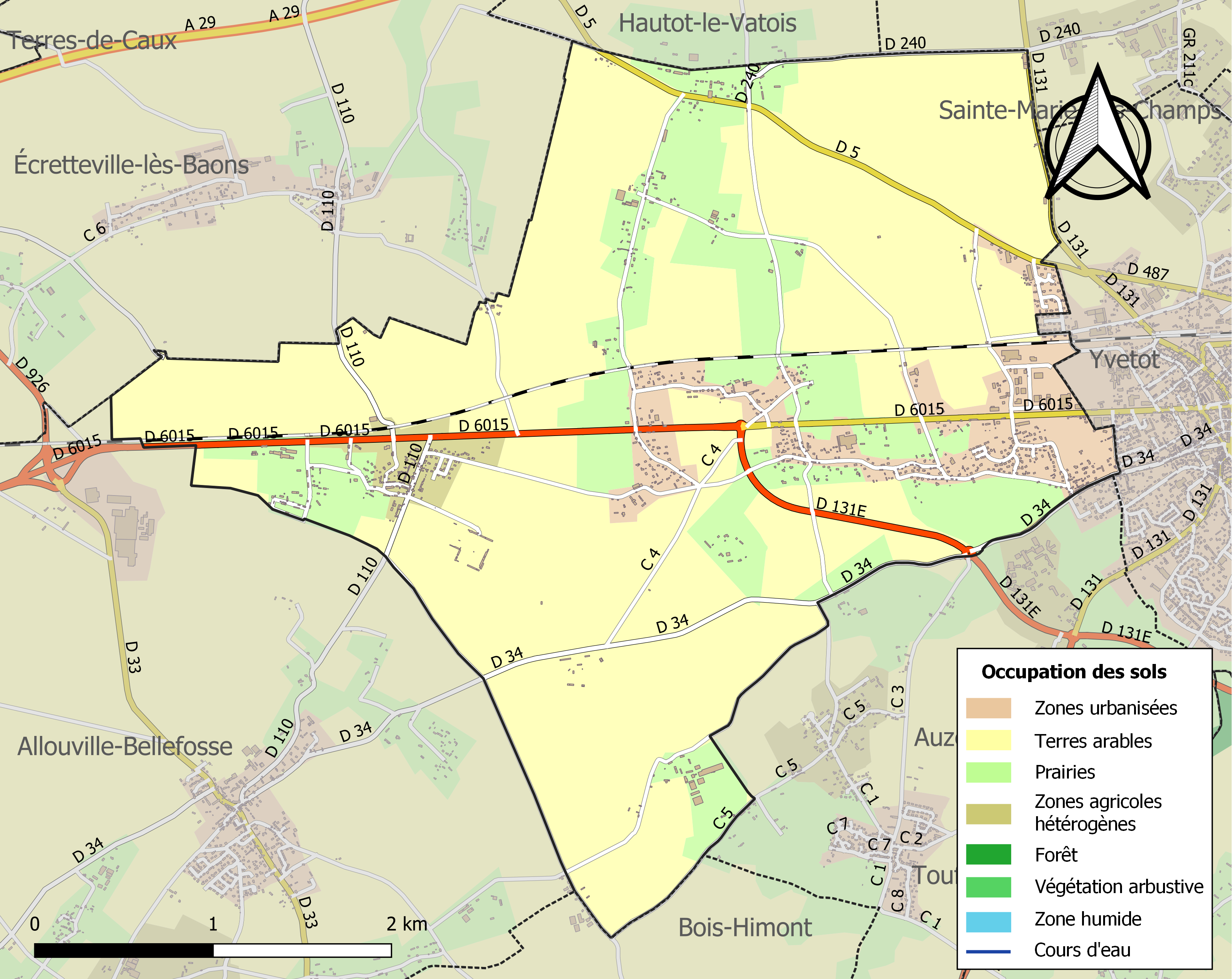
Carte des infrastructures et de l'occupation des sols de la commune en 2018 (CLC).

## Toponymie
Le nom de la localité est attesté sous les formes Gualicherivilla vers 1135, de Walikierville en 1195, apud Walikervillam vers 1210, de Waliquervilla vers 1240, de Walikervilla en 1221, 1224 et 1229, In parrochia de Walikerville en 1225, de Vualichervilla en 1228, de Valikervilla en 1230, de Walikervilla en 1226, Parrochia ecclesie Beate Marie de Valliquiervilla en 1246, In parrochia Beate Marie de Waliquierville en 1250, de Vallequierville en 1396, de Valiquierville en 1398, Valiquierville en 1319, Cappella de Valiquiervilla en 1337, Capella de Valliquervilla en 1449, Notre-Dame de Valliquerville en 1713, de Walichiervilla (sans date),.

### Espaces publics

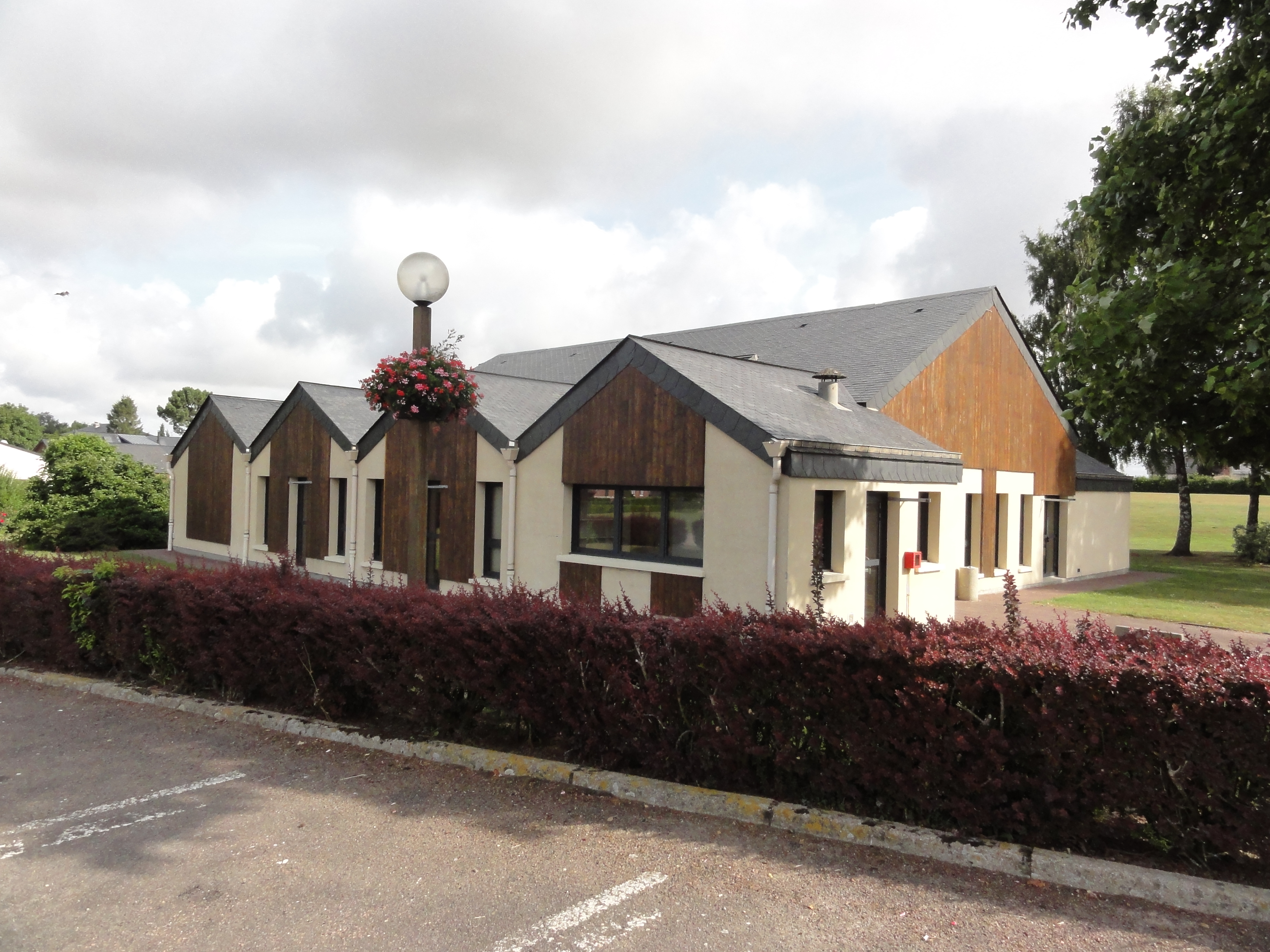
La salle polyvalente.

## Politique et administration
| Période                                  | Période                    | Identité           | Étiquette | Qualité |
| ---------------------------------------- | -------------------------- | ------------------ | --------- | --- |
| Les données manquantes sont à compléter. |                            |                    |           | |
| 1896                                     | 1904                       | Louis Letailleur   |           | |
| 1904                                     | 1908                       | Ferdinand Hebert   |           | |
| 1908                                     | 1909                       | Antoine Bonneville |           | |
| 1909                                     | 1912                       | Augustin Fauchon   |           | |
| 1912                                     | 1919                       | Ferdinand Hebert   |           | |
| 1919                                     | 1925                       | Henri Langlois     |           | |
| 1925                                     | 1944                       | Charles Sambat     |           | |
| novembre 1944                            | 1945                       | Robert Monnaie     |           | |
| juin 1945                                | 1959                       | Jules Tannay       |           | |
| 1959                                     | 1964                       | Hubert Pimont      |           | |
| novembre 1964                            | 1965                       | Charles Paris      |           | |
| 1965                                     | 1977                       | Madeleine Firmin   |           | |
| 1977                                     | 2001                       | Christian Fedina   |           | |
| mars 2001                                | En cours (au 10 août 2020) | Jacques Cahard     | DVD       | Agriculteur Vice-président de la CC Région d'Yvetot (2014 → 2016) Vice-président de la CC Yvetot Normandie (2017 → ) Réélu pour le mandat 2020-2026, |

## Équipements et services publics

### Enseignement

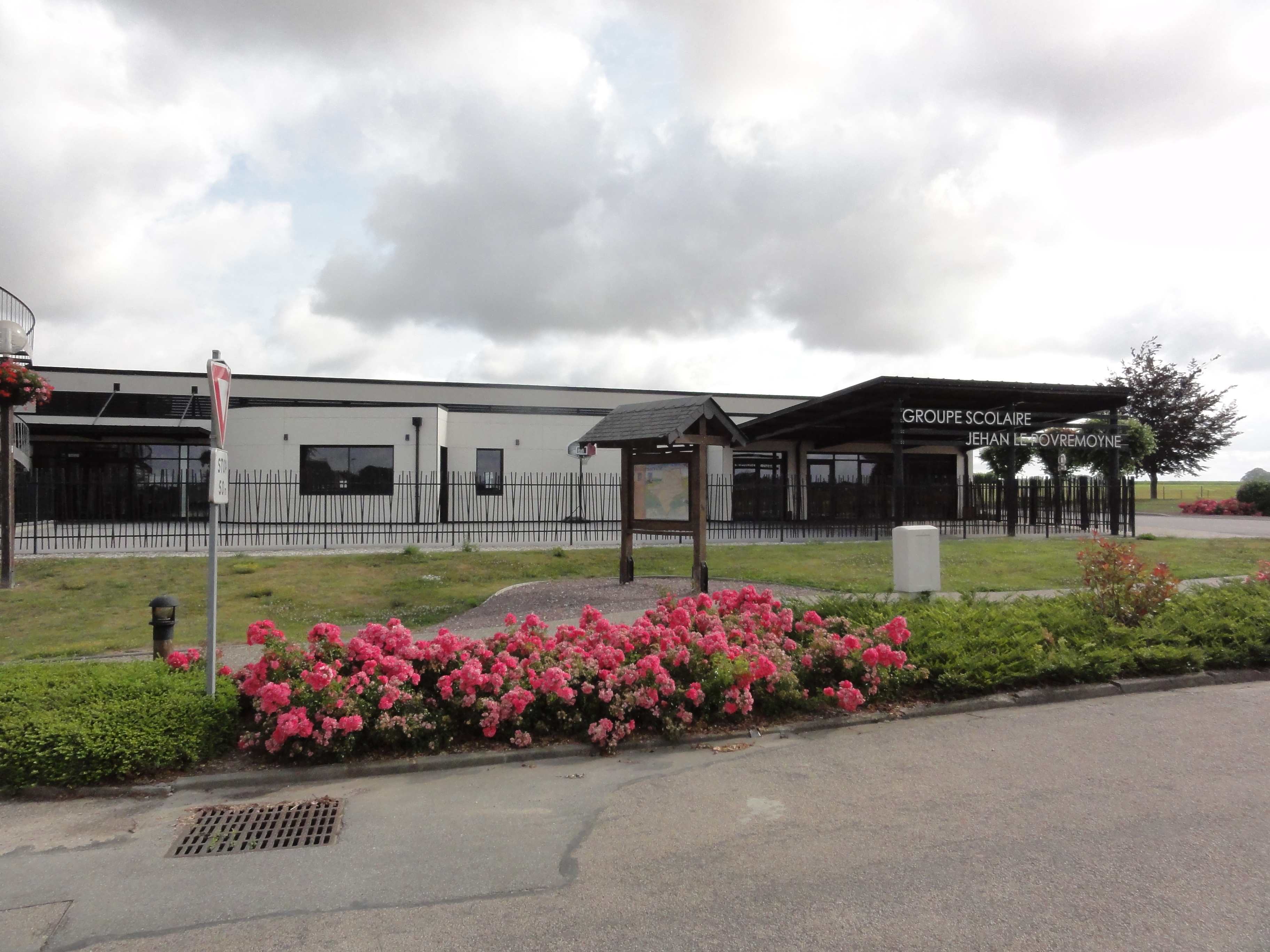
Les bâtiments du groupe scolaire.

- Groupe scolaire Jehan Le Povremoyne.

## Population et société

### Démographie
L'évolution du nombre d'habitants est connue à travers les recensements de la population effectués dans la commune depuis 1793. Pour les communes de moins de 10 000 habitants, une enquête de recensement portant sur toute la population est réalisée tous les cinq ans, les populations de référence des années intermédiaires étant quant à elles estimées par interpolation ou extrapolation. Pour la commune, le premier recensement exhaustif entrant dans le cadre du nouveau dispositif a été réalisé en 2005.

En 2022, la commune comptait 1 464 habitants, en évolution de +3,9 % par rapport à 2016 (Seine-Maritime : +0,35 %, France hors Mayotte : +2,11 %).
| 1793  | 1800  | 1806  | 1821  | 1831  | 1836  | 1841  | 1846  | 1851  |
| ----- | ----- | ----- | ----- | ----- | ----- | ----- | ----- | ----- |
| 1 618 | 1 622 | 1 674 | 1 539 | 1 644 | 1 631 | 1 662 | 1 685 | 1 543 |

| 1856  | 1861  | 1866  | 1872  | 1876  | 1881  | 1886  | 1891  | 1896  |
| ----- | ----- | ----- | ----- | ----- | ----- | ----- | ----- | ----- |
| 1 567 | 1 666 | 1 642 | 1 534 | 1 437 | 1 257 | 1 185 | 1 127 | 1 023 |

| 1901 | 1906 | 1911 | 1921 | 1926 | 1931 | 1936 | 1946 | 1954 |
| ---- | ---- | ---- | ---- | ---- | ---- | ---- | ---- | ---- |
| 926  | 909  | 845  | 750  | 811  | 816  | 810  | 853  | 782  |

| 1962 | 1968 | 1975 | 1982 | 1990  | 1999  | 2005  | 2006  | 2010  |
| ---- | ---- | ---- | ---- | ----- | ----- | ----- | ----- | ----- |
| 818  | 769  | 870  | 980  | 1 125 | 1 164 | 1 237 | 1 256 | 1 271 |

| 2015  | 2020  | 2022  | - | - | - | - | - | - |
| ----- | ----- | ----- | - | - | - | - | - | - |
| 1 402 | 1 423 | 1 464 | - | - | - | - | - | - |

## Culture locale et patrimoine

### Lieux et monuments

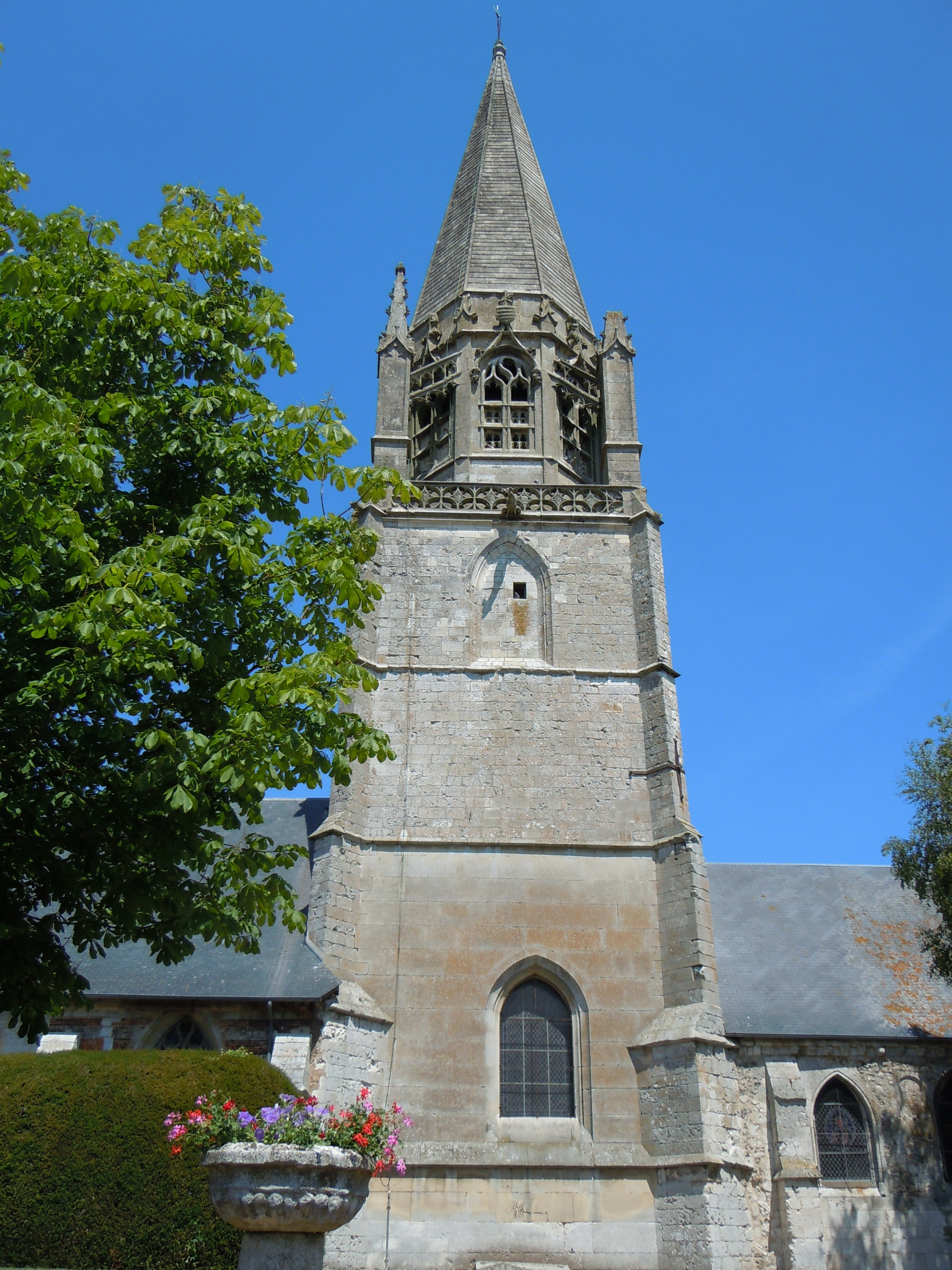
Le clocher de l'église.

- L'église Notre-Dame, dont le clocher est classé monument historique depuis 1840.
- Le monument aux morts.
- Le château de Valliquerville a été reconstruit au XVIIe siècle, au milieu d'un clos-masure, sur le site d'un ancien ouvrage fortifié avec un pont-levis en ruines. De cette époque restent des bâtiments agricoles, comme la grange dîmière, la cidrerie, l'écurie, la porte de Valliquerville et un puits.
- Le puits couvert.

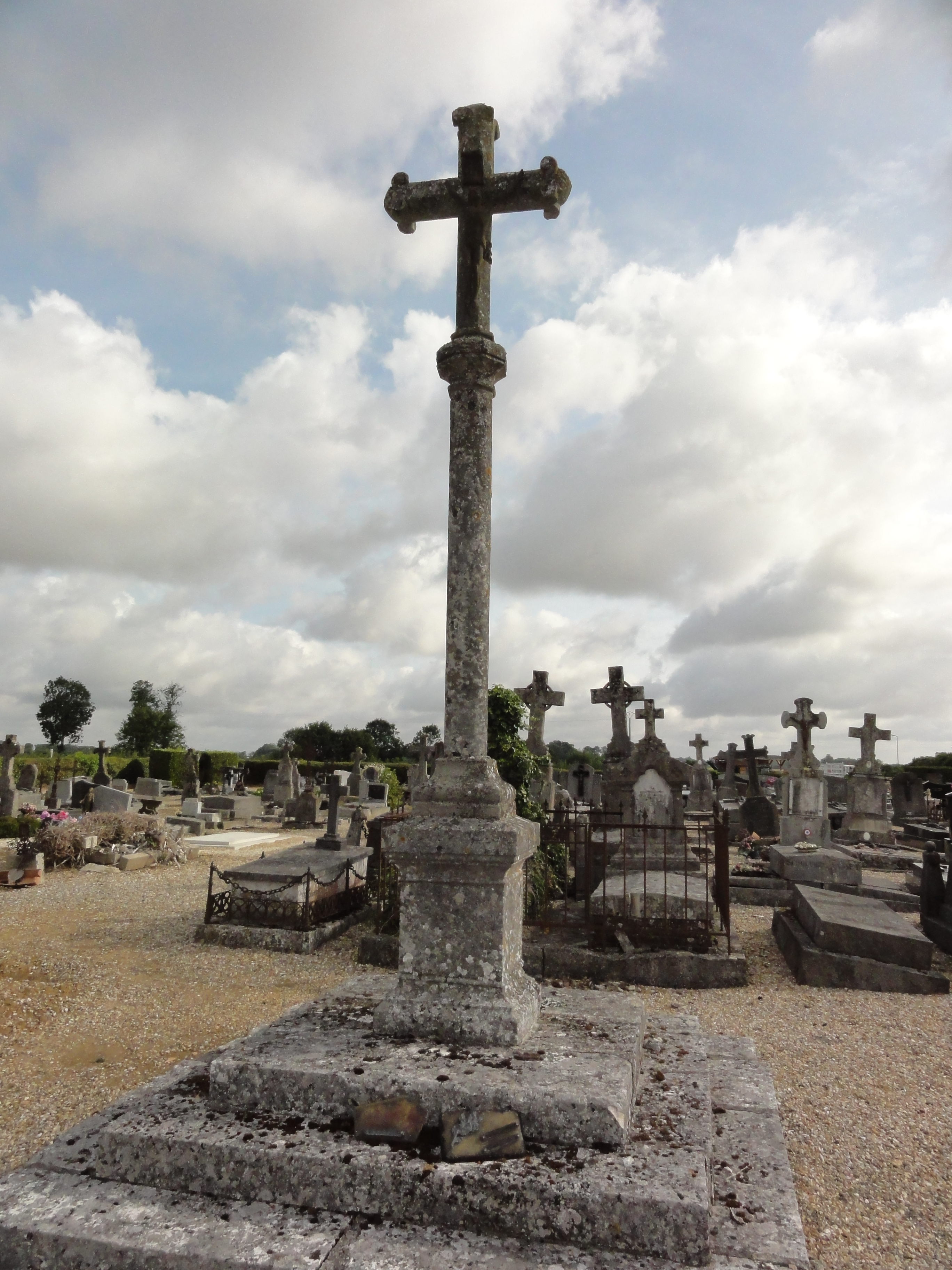
La croix du cimetière.
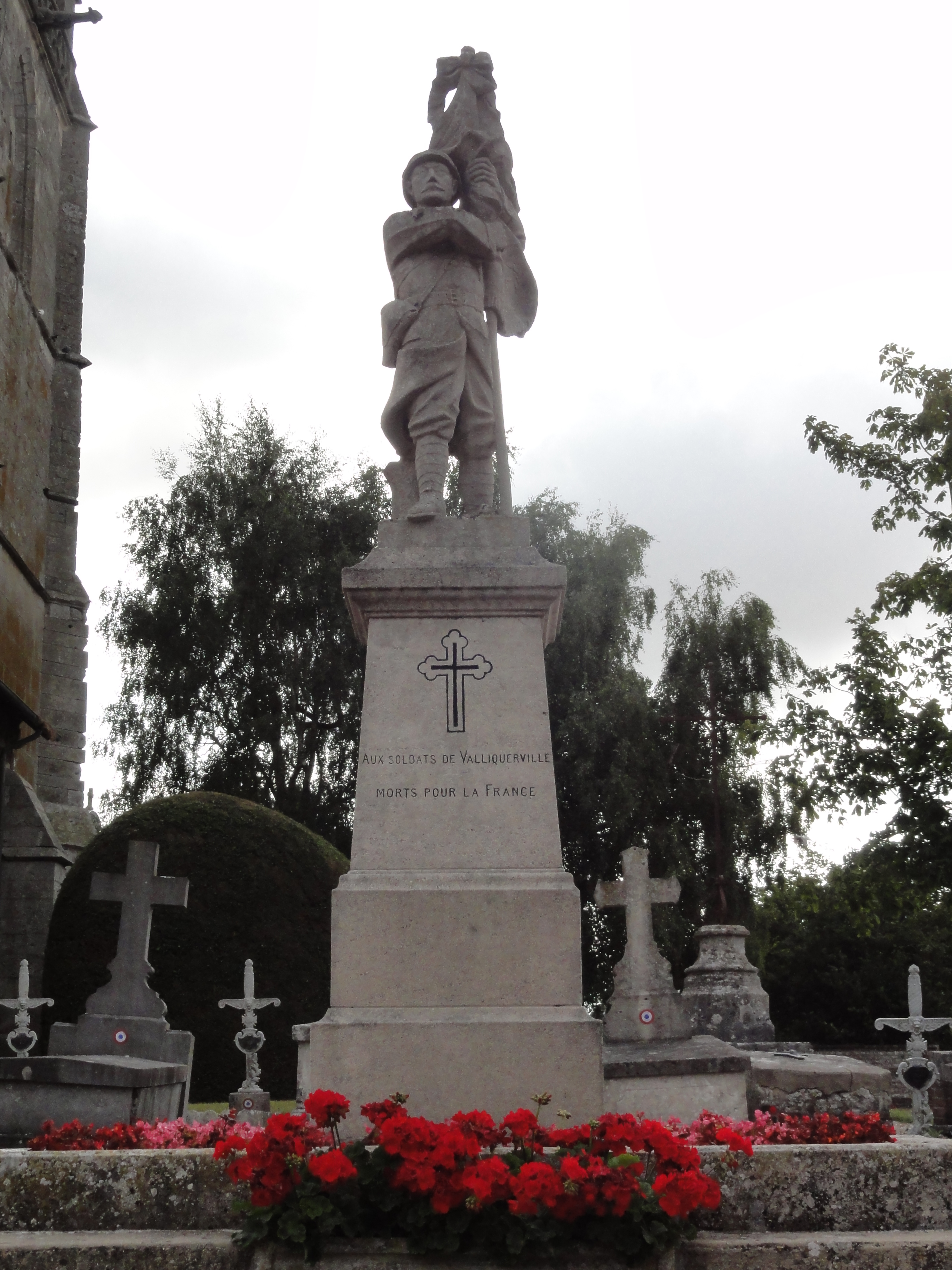
Le monument aux morts.
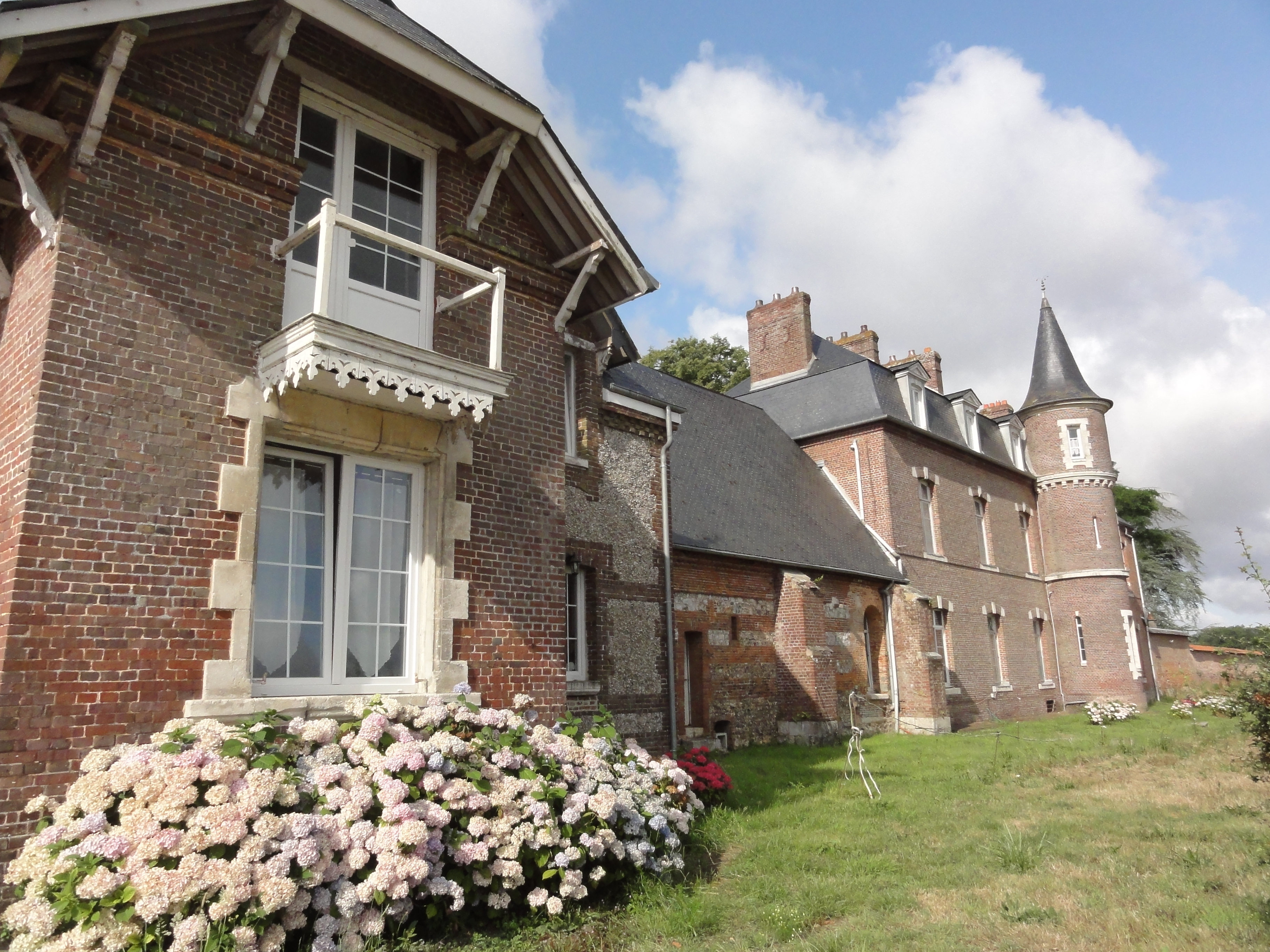
le château de Valliquerville.
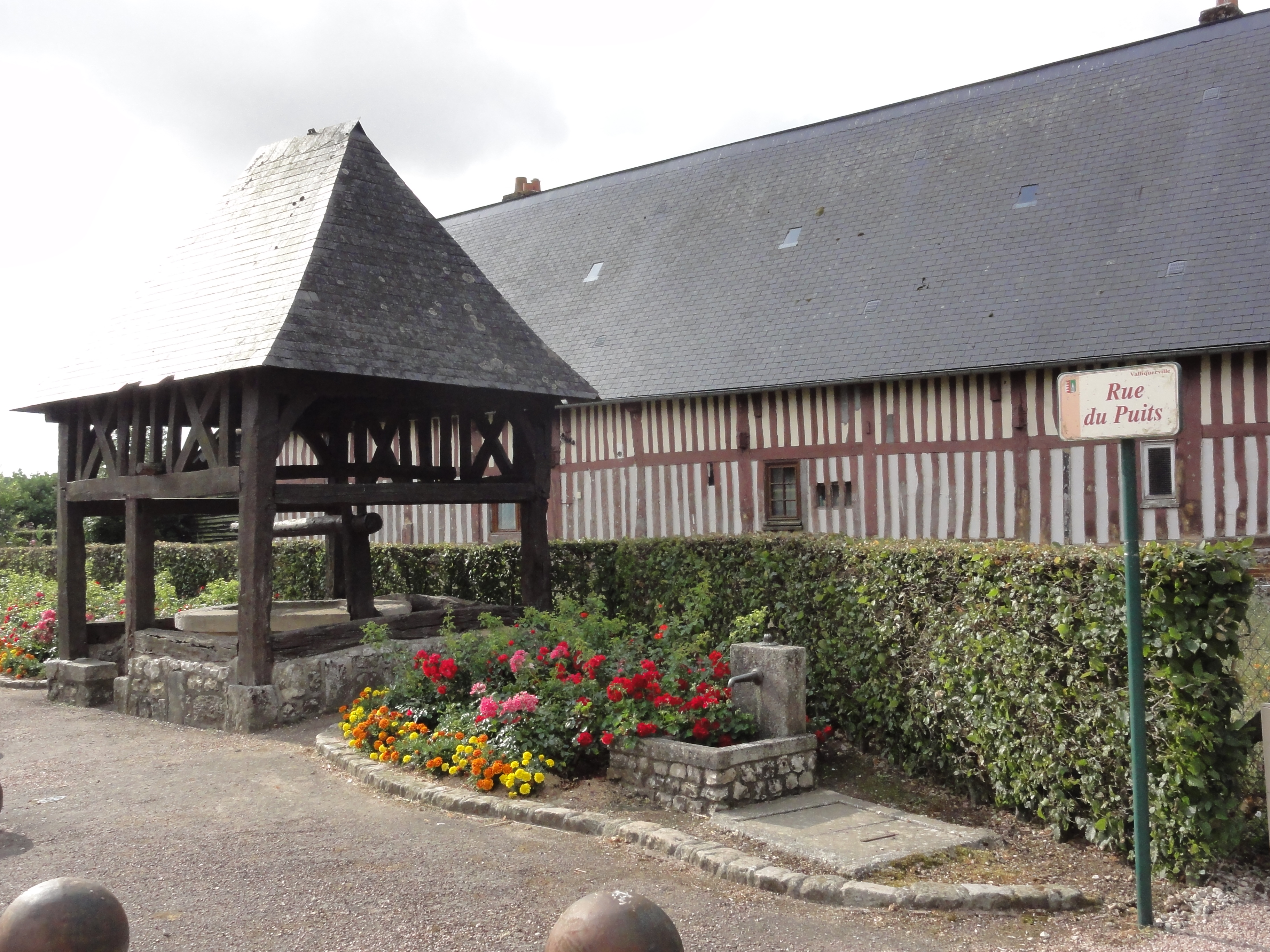
Le puits couvert.

### Héraldique
| Armes de Valliquerville | Les armes de la commune de Valliquerville se blasonnent ainsi : Parti : au 1) reparti émanché d’argent et de gueules, au 2) de sinople au clocher du lieu d'argent mouvant de la pointe. |

## Pour approfondir